# Sydostleden
Sydostleden is een landelijke langeafstandsfietsroute in Zweden. De route start in Växjö en eindigt in Simrishamn. De route doorkruist het zuidoosten van Zweden en volgt op het eind de zuidkust van Zweden langs de Oostzee. Dit laatste deel is onderdeel van de EuroVelo EV10 Oostzeeroute. Het traject is bewegwijzerd in twee richtingen met de naam en het nummer 2 en is onderdeel van de nationale fietsroutes van Zweden. 

## Traject
De route is zo genoemd omdat deze het zuidoosten van Zweden doorkruist. Het eerste deel van de route voert door het landschap Småland. Bij Karlshamn bereikt de route de Oostzee, hier sluit ook de EuroVelo EV10 Oostzeeroute aan.
Het landschap verandert in het landschap Blekinge en daarna in dat van Skåne. In Kristianstad kan worden aangesloten op de regionale routes Cykelleden Skåne Ängelholm-Kristianstad en Cykelleden Skåne Lomma-Kristianstad. 
Brösarp wordt omringd door de Brösarps backar, een heuvellandschap in de buurt. In Brösarp start de toeristische spoorweg Skånska Järnvägen, deze rijdt alleen zomers.
De route voert door het Nationaal park Stenshuvud. In het eindpunt Simrishamn kan de kustlijn van de Oostzee verder gevolgd worden middels de EV10 en de landelijke route Sydkustleden.

## Aansluitingen met Europese routes
- Tussen Karlshamn en Simrishamn is de route onderdeel van de EuroVelo EV10 Oostzeeroute.

## Aansluitingen met andere routes
- In Simrishamn kan worden aangesloten op de landelijke route Sydkustleden.
- In Kristianstad kan worden aangesloten op de regionale route Cykelleden Skåne Ängelholm-Kristianstad.
- In Kristianstad kan worden aangesloten op de regionale route Cykelleden Skåne Lomma-Kristianstad.